# 馬里察市鎮
馬里察市，是保加利亞的城鎮，位於該國中部，由普羅夫迪夫州負責管轄，首府設於普羅夫迪夫，面積342.66平方公里，人口30,720，人口密度每平方公里89.65人。